# كوكي فيغاس
كوكي فيغاس (بالإسبانية: Koke Vegas)‏ هو لاعب كرة قدم إسباني في مركز حراسة المرمى، ولد في 27 سبتمبر 1995 في أنتقيرة في إسبانيا. لعب مع نادي ليفانتي.

## وصلات خارجية
- كوكي فيغاس على موقع قاعدة بيانات كرة القدم.إي يو (الإنجليزية)
- كوكي فيغاس على موقع Soccerway.com (الإنجليزية)
- كوكي فيغاس على موقع عالم كرة القدم.نت (الإنجليزية)
- كوكي فيغاس على موقع AS.com (الإسبانية)